# 1978-as Tour de France
Az 1978-as Tour de France volt a 65. Tour de France, amit 1978. június 29-e és július 23-a között rendeztek meg. Összesen 22 szakasz volt 3908 km-en keresztül, amit átlagosan 36.084 km/h sebességgel tettek meg a versenyzők.

## Végeredmény
|    | Versenyző         | Csapat             | Idő             |
| -- | ----------------- | ------------------ | --------------- |
| 1  | Bernard Hinault   | Renault-Elf-Gitane | 112 óra 03' 02" |
| 2  | Joop Zoetemelk    | Miko-Mercier       | 3' 56"          |
| 3  | Joaquim Agostinho | Flandria-Velda     | 6' 54"          |
| 4  | Joseph Bruyère    |                    | 9' 04"          |
| 5  | Christian Seznec  |                    | 12' 50"         |
| 6  | Paul Wellens      |                    | 14' 38"         |
| 7  | Francisco Galdos  |                    | 17' 08"         |
| 8  | Henk Lubberding   |                    | 17' 26"         |
| 9  | Lucien Van Impe   |                    | 21' 01"         |
| 10 | Mariano Martínez  |                    | 22' 58"         |

## Szakasz eredmények
| Szakasz | Útvonal                                      | Táv (km) | Győztes            | Sárga trikós       |
| ------- | -------------------------------------------- | -------- | ------------------ | ------------------ |
| P       | Leiden - Leiden                              | 5,2*     | Jan Raas           | Jan Raas           |
| 1A      | Leiden - Sint Willebrord                     | 135      | Jan Raas           | Jan Raas           |
| 1B      | Sint Willebrord - Brüsszel                   | 100      | Walter Planckaert  | Jan Raas           |
| 2       | Brüsszel - Saint-Amand-les-Eaux              | 199      | Jacques Esclassan  | Jan Raas           |
| 3       | Saint-Amand-les-Eaux - Saint-Germain-en-Laye | 244      | Klaus-Peter Thaler | Jacques Bossis     |
| 4       | Évreux - Caen                                | 153**    | Ti-Raleigh         | Klaus-Peter Thaler |
| 5       | Caen - Mazé Montgeoffroy                     | 244      | Freddy Maertens    | Klaus-Peter Thaler |
| 6       | Mazé Montgeoffroy - Poitiers                 | 166      | Seán Kelly         | Gerrie Knetemann   |
| 7       | Poitiers - Bordeaux                          | 242      | Freddy Maertens    | Gerrie Knetemann   |
| 8       | Saint-Émilion - Sainte-Foy-la-Grande         | 59*      | Bernard Hinault    | Joseph Bruyère     |
| 9       | Bordeaux - Biarritz                          | 233      | Miguel-Maria Lasa  | Joseph Bruyère     |
| 10      | Biarritz - Pau                               | 192      | Henk Lubberding    | Joseph Bruyère     |
| 11      | Pau - Saint-Lary-Soulan                      | 161      | Mariano Martínez   | Joseph Bruyère     |
| 12A     | Tarbes - Valence d'Agen                      | —        | Törölve            | Törölve            |
| 12B     | Valence d'Agen - Toulouse                    | 96       | Jacques Esclassan  | Joseph Bruyère     |
| 13      | Figeac - Super Besse                         | 221      | Paul Wellens       | Joseph Bruyère     |
| 14      | Besse-en-Chandesse - Puy-de-Dôme             | 52*      | Joop Zoetemelk     | Joseph Bruyère     |
| 15      | Saint-Dier-d'Auvergne - Saint-Étienne        | 196      | Bernard Hinault    | Joseph Bruyère     |
| 16      | Saint-Etienne - Alpe d’Huez                  | 240      | Hennie Kuiper      | Joop Zoetemelk     |
| 17      | Grenoble - Morzine                           | 225      | Christian Seznec   | Joop Zoetemelk     |
| 18      | Morzine - Lausanne                           | 138      | Gerrie Knetemann   | Joop Zoetemelk     |
| 19      | Lausanne - Belfort                           | 182      | Marc Demeyer       | Joop Zoetemelk     |
| 20      | Metz - Nancy                                 | 72*      | Bernard Hinault    | Bernard Hinault    |
| 21      | Épernay - Senlis                             | 207      | Jan Raas           | Bernard Hinault    |
| 22      | Saint-Germain-en-Laye - Párizs               | 162      | Gerrie Knetemann   | Bernard Hinault    |

A * jelölt szakaszok egyéni időfutamok voltak.

A ** jelölt szakaszok csapatidőfutamok voltak.